# Diablo
Diablo (від ісп. diablo — диявол) — відеогра жанру action RPG, засновниця серії Diablo від компанії Blizzard Entertainment. Реліз гри відбувся 30 листопада 1996. До неї існує доповнення Diablo: Hellfire, розроблене Sierra Entertainment. Воно додає нову сюжетну лінію, локації та класи персонажів.
Події гри відбуваються у місті Трістрам, королівства Хандарас, де прокинувся ув'язнений демон Диябло. Гравець виступає в ролі героя, що раз за разом спускається в підземелля аби знайти і подолати Диябло.

## Ігровий процес

Герой в бою з нечистою силою

Гравець виступає в ролі героя, котрий подорожує підземеллями, знищуючи чудовиськ, та збираючи скарби. В місті Трістрам персонаж може лікувати рани, отримувати нові завдання, продавати знайдені предмети і купляти зброю, обладунки, магічні предмети. В місті не можна атакувати чи користуватися магією. З Трістрама герой входить до покинутої церкви, в підземеллях якої і відбувається більшість гри.
На початку пропонується вибрати клас персонажа, яким керуватиме гравець, і дати йому ім'я. Існує три класи персонажів: Воїн (Warrior) — сильний і стійкий персонаж ближнього бою, проте йому важче за інших вивчати закляття; Розбійниця (Rogue) — спритна і швидка, вправна з луками, але не з важкою зброєю; і Чаклун (Sorcerer) — слабкий у ближньому бою, але здібний у чаклуванні та вивченні заклять. В розпорядженні гравця є різноманітні здатності героя, серед яких по одній унікальній для кожного класу (у Воїна — можливість ремонтувати спорядження, у Розбійниці — знешкоджувати пастки і у Чаклуна — перезаряджати магічні посохи, одноразові для інших класів). В бою застосовуються як зброя та закляття, так і магічні предмети: колби, що відновлюють здоров'я та ману, сувої з особливими закляттями. Зброя має параметри сили й точності, а броня існує різних класів захисту. Предмети можуть забезпечити опір до магії, вогню чи блискавок, якими атакують вороги. Деякі речі потребують розпізнання спеціальним закляттям або в фахівця, щоб встановити їх характеристики.
Персонаж має чотири параметри, які впливають на боєздатність:
- Сила (Strength) — визначає ушкодження, що завдає герой, та можливість носити важку зброю чи обладунки.
- Спритність (Dexterity) — визначає точність ударів героя.
- Стійкість (Vitality) — визначає запас здоров'я героя.
- Магія (Magic) — визначає можливість використання заклинань і кількість мани у героя.

Герой володіє інвентарем, куди складаються підібрані предмети. Деякі з них, такі як обладунки, зброя чи амулети, можуть бути одягнені на героя. Передбачено по одній комірці для предметів, що одягаються на голову (шоломи), торс (роби та обладунки), та носяться в лівій чи правій руці (мечі, сокири, булави, посохи, луки та щити). Для амулетів виділено три комірки. В загальному інвентарі (рюкзаку) предмети можуть займати по кілька комірок. Також принаймні одну комірку займають монети. Вісім предметів показуються на спеціальній панелі (умовно повішені на поясі героя) та можуть бути швидко використані в будь-який момент. Деякі речі з часом зношуються і їх потрібно заміняти новими чи ремонтувати.
Під час гри гравець розвиває свого персонажа, виконуючи різні завдання персонажів із Трістрама й перемагаючи монстрів. За це герой накопичує досвід і, при певній кількості досвіду, переходить на наступний рівень розвитку, коли може збільшити свої параметри. Крім того, параметри збільшуються в храмах, де до того ж можна відновити здоров'я та ману. Храми є різних типів, спеціалізовані на якійсь певній функції. В переміщенні допомагає карта, що схематично зображає поверх екрана розташування стін та сходів. Її можна викликати в будь-який момент гри.
В грі присутня система випадковості — при кожному новому проходженні гри гравцю випадають інші артефакти, даються інші завдання, формується інше підземелля, а проти нього ідуть інші вороги. Таким чином щоразу перед гравцем постає дещо нова гра, що забезпечує високу реграбельність.
Diablo має багатокористувацький режим, у якому до 4-х гравців можуть діяти спільно через Інтернет. Для цього передбачена можливість обміну повідомленнями та обрання поведінки: може чи не може гравець завдати шкоди іншим гравцям. У Diablo на ПК можливо зіграти особі, яка не придбала її. Власник гри може створити на іншому ПК Spawn-копію Diablo, котра дозволяє грати лише в мультиплеєрі за Воїна.

## Сюжет

### Передісторія
Історія гри починається задовго до подій сюжету. Колись сім демонів — повелителів Пекла — не поділили влади і перенесли свої суперечки на поверхню світу Санктуарій. В результаті постраждали прості смертні, яким довелося взяти на свої плечі боротьбу з темними силами. Шляхом титанічних зусиль вони перемогли, і три головні демони — Мефісто (Mefisto), Баал (Baal) і Диябло (Diablo) — були ув'язнені орденом хорадримів у Камені душ, котрі сховали в різних частинах світу. Камінь-кристал з Диябло зберігався в древньому монастирі хорадримів, розташованому біля міста Трістрам (Tristram). Але з часом монастир було покинуто і він зруйнувався. За якийсь час в ті місця прибули проповідники культу Закарум та збудували на місці руїн собор, вирішивши, що святе місце не повинне бути порожнім.
Життя Санктуарію тривало, а дух Диябло накопичував сили для звільнення. Залишалося невідомим чи камінь дав тріщину, чи хорадрими не врахували всієї могутності демона, але з часом він навчився впливати на розум людей, що перебували поблизу. Своє жертвою демон вибрав архієпископа Лазаря (Lazarus). Вибір був визначений тим, що саме Лазар був найближчим радником короля Леоріка (Leoric). Сам Леорік народився в північному королівстві Вестмарш (Westmarch) і прославився там як вірний син церкви і святий воїн, що сповідував релігію Закарум (Zakarum) — культ Світла. Прийшовши в королівство Хандарас (Khandaras) Леорік оголосив себе королем. Маючи добру славу, він отримав згоду народу на своє правління. Як личило святому воїну, свій замок Леорік побудував біля місцевого релігійного центру — того самого собору, під яким ув'язнений Диябло. Поступово характер Леоріка змінився. Лазар запевнив його, що всі навколо — вороги, які прагнуть захопити трон, а єдиний справжній друг короля — архієпископ.
Леорік поступово повірив у те, що королівство Вестмарш хоче напасти на Хандарас. Король вирішив перехитрити своїх ворогів і відібрати у них ініціативу. Для цього він послав свою армію на північ, щоб вона напала на Вестмарш першою.
Між тим Лазар твердо зібрався звільнити Диябло. Для цього потрібно було встромити камінь з демоном в голову кому-небудь. Жертвою архієпископ вибрав сина короля, принца Альбрехта (Prince Albrecht). Коли до батька дійшла новина про зникнення його єдиного сина, він залютував і, вирішивши, що винні у всьому жителі міста Трістрам, вилив на них весь свій гнів, вимагаючи повернути сина. Багатьох жителів Трістрама стратив Леорік, але Альбрехта так і не знайшли. В цей час повернувся начальник його гвардії Лахданан (Lachdanan) і розказав про повний розгром армій короля на півночі. Від цієї новини Леорік остаточно збожеволів. Бачачи його стан, Лахданан почав просити короля зректися престолу. Леорік навідріз відмовився, а Лахданана оголосив зрадником і наказав убити. Між вірними королю слугами і друзями Лахданана почався бій. Лахданан переміг і убив божевільного короля. Помираючи, Леорік прокляв своїх слуг, пообіцявши, що вони будуть служити йому вічно і після своєї смерті. Прокляття збулось — скоро після похоронів короля загиблі стали воскресати, жахаючи жителів Трістрама.
Тоді архієпископ Лазар запропонував знайти зниклого сина короля і посадити його на трон, після чого все повинно було налагодитись. Жителі міста пішли за архієпископом в підземелля під кафедральним собором і там потрапили в руки демона М'ясника. Сам Лазар зник, в Трістрамі залишилось тільки декілька жителів.
Саме в цей час до Трістрама прийшов мандрівник в пошуках пригод. Зіграти роль цієї людини і пропонується гравцеві.

### Події гри
Жителі Трістрама, зраділі тому, що прийшов хтось, здатний їх захистити, розповідають мандрівникові обстановку в місті. Вони розказують про чорних вершників, які повбивали багатьох жителів, а місцеву церкву перетворили в місце проведення своїх ритуалів.
Герой вирушає на північний захід міста до церкви. В темних підземеллях церкви йому зустрічаються перші вороги — дрібні демони та скелети. За бажання тут можна перемогти чудовисько М'ясника (Butcher) і короля Леоріка в подобі Короля-скелета (Skeleton King), або повернутися пізніше вже сильнішим. В підземеллях доступні додаткові завдання — очистити отруєне джерело води міста і повернути вкрадену вивіску таверни.
Підземелля переходять в катакомби. Спустившись в катакомби, мандрівник знищує чудовисько Хазру і владик демонів, які контролюють сили зла в цьому місці. Згодом герой опиняється в печерах, залитих лавою — локації, що передує світу демонів.
Опинившись в самому пеклі, мандрівник сходиться в поєдинку з Диябло і врешті перемагає його. Він виймає камінь, в якому демон був заточений, з голови Альбрехта, і, впевнений, що досить сильний духом аби не допустити вивільнення Диябло знову, поміщає камінь в свою голову. Однак, його самонадіяність виливається в кошмари, які мучать мандрівника. В Трістрамі його зустрічають як героя, та переможець демона покидає місто в пошуках способу позбутися впливу Диябло на нього, ставши Темним Мандрівником.

### Наслідки
У 2013 році Blizzard Entertainment було видано енциклопедію «Diablo III: Book of Tyrael», де згадуються події між Diablo і Diablo II. Згідно роману, всі троє можливих протагоністів гри діяли разом. Це були Айден (Воїн), Морейна (Розбійниця) та Джазрет (Чаклун). Щодо Айдена пізніше було уточнено, що він був старшим сином Леоріка.
Айден, перетворившись на Темного Мандрівника, вирушив на пошуки двох інших владик демонів. Морейна опинилася під впливом родички Диябло Андаріель і стала демоницею на прізвисько Кривава Ворониця. Джазрет спокусився вивченням таємної магії та став злим Прикликачем. Впродовж сюжету Diablo II Айден став носієм Диябло, перетворившись на чудовисько, а Криваву Вороницю та Прикликача вбили нові герої.

## Оцінки й відгуки
| Агрегатор    | Оцінка             |
| ------------ | ------------------ |
| GameRankings | 89% (PC) 80 % (PS) |
| Metacritic   | 94/100 (PC)        |

| Видання                   | Оцінка                  |
| ------------------------- | ----------------------- |
| Computer Gaming World     | (PC)                    |
| Electronic Gaming Monthly | 8.25/10 (PS)            |
| GameSpot                  | 9.6/10 (PC) 8.3/10 (PS) |
| IGN                       | 7.5/10 (PS)             |
| PC Gamer (США)            | 90 % (PC)               |
| PC Zone                   | 88/100                  |

Diablo здобула загальне схвалення, зібравши середню оцінку критиків на Metacritic 94 бали зі 100 у версії для ПК. На GameRankings середня оцінка склала 89 % схвалення для ПК і 80 % для PlayStation.
Згідно з рецензією GameSpot для ПК, крім суттєво різних класів героїв, гра приваблює різноманітністю предметів, магії та монстрів, які зустрічаються під час виконання численних квестів. Оскільки трофеї генеруються випадково, завжди є азарт і очікування отримати найкращий предмет. Подібно при кожному поверненні в те саме місце там будуть інші вороги. Це створює великий потенціал для перегравання заново. Тому Diablo було визнано найкращою грою року. Щодо версії для PlayStation, вказувалося хороше перенесення керування на геймпад. При цьому функції «Швидке здоров'я» та «Швидка мана», призначені на окремі кнопки, є вдосконаленням, порівняно з ПК-версією, хоча перемикатися між екранами з геймпада не так зручно.
IGN також зауважувалося, що версія для PlayStation грається повільніше через потребу прокручувати меню, проте має трохи приближене зображення й додаткові візуальні ефекти. Цікавою знахідкою було визнано режим подвійної швидкості, що вмикається, коли здоров'я персонажа невдовзі вичерпається.
На думку рецензента PC Gamer, основи гри прості, проте Blizzard зробили гру видатною, подбавши про зручність, графіку та звук. «Blizzard створила дивовижну гру, наповнену карколомними чудесами та приголомшливою графікою, яка змусить вас ризикнути отримати „ще один рівень“. Вона атмосферна та похмура, а часом і тривожна, але коли ви починаєте досліджувати катакомби під стародавнім монастирем хорадримів, важко зупинитися».